# Вятски Увал
Вя̀тските Ува̀ли (на руски: Вятский Увал) е възвишение в източната част на Източноевропейската равнина, простиращо се на територията на Кировска област и Република Марий Ел в Русия. Максимална височина 284 m. Простира се почти по меридиана от река Волга на юг до завоя на река Вятка в горното ѝ течение. В района на град Советск се разделя от долината на река Вятка (десен приток на Кама) на две части северна и южна. Изградено е от доломити, варовици и гипс, със силно изразени карстови форми. От него водят началото си множество леви и десни притоци на река Вятка. Покрито е с гори от бор и ела.
от 1875 до 1877 г. в района работи експедиция възглавявана от руския геолог Пьотър Кротов, който на базата на своите геоложки изследвания и топографски заснемания успява да оконтури границите на възвишение, т.е. открива го.